# Моте-сюр-Сон
Моте́-сюр-Сон (фр. Motey-sur-Saône) — коммуна во Франции, находится в регионе Франш-Конте. Департамент — Верхняя Сона. Входит в состав кантона Жи. Округ коммуны — Везуль.
Код INSEE коммуны — 70375.

## География
Коммуна расположена приблизительно в 300 км к юго-востоку от Парижа, в 38 км северо-западнее Безансона, в 33 км к западу от Везуля.
Вдоль северной границы коммуны протекает река Сона.

## Население
Население коммуны на 2010 год составляло 25 человек.
| 1962 | 1968 | 1975 | 1982 | 1990 | 1999 | 2010 |
| ---- | ---- | ---- | ---- | ---- | ---- | ---- |
| 42   | 33   | 22   | 18   | 16   | 30   | 25   |

## Экономика

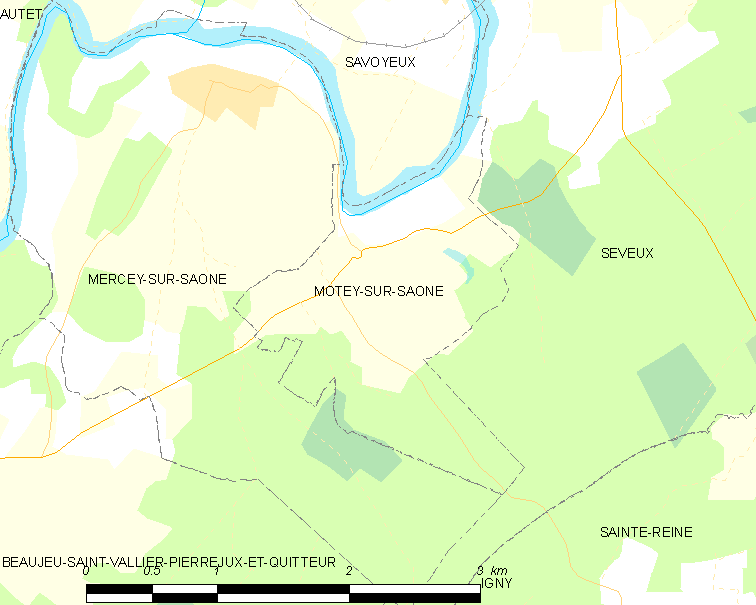
Карта коммуны

В 2010 году среди 13 человек трудоспособного возраста (15—64 лет) 8 были экономически активными, 5 — неактивными (показатель активности — 61,5 %, в 1999 году было 73,7 %). Из 8 активных жителей работали 8 человек (4 мужчины и 4 женщины), безработных не было. Среди 5 неактивных 2 человека были учениками или студентами, 2 — пенсионерами, 1 был неактивным по другим причинам.